# Cryphaea amurensis
Cryphaea amurensis là một loài rêu trong họ Cryphaeaceae. Loài này được Ignatov mô tả khoa học đầu tiên năm 1995.